# Sameera Moussa
Sameera Moussa (àrab: سميرة موسى, Samīra Mūsà) (governació d'Al-Gharbiya, Egipte, 3 de març de 1917 - Califòrnia, EUA, 5 d'agost de 1952) va ser una física nuclear egípcia doctorada en radiació atòmica que va treballar per fer que l'ús mèdic de la tecnologia nuclear fos assequible a tothom. Va organitzar la Conferència de l'Energia Atòmica per la Pau i va patrocinar una crida per establir una conferència internacional sota el lema «Àtoms per la Pau».

## Joventut i universitat
Moussa Va néixer el 1917 a Egipte a la Governació d'Al-Gharbiya. La seva mare va morir de càncer; i aleshores es van traslladar, amb el seu pare al Caire on va invertir els seus diners en un petit hotel a la regió d'El-Hussein. Degut a la insistència del seu pare, Moussa va assistir a l'escola primària Kaser El-Shok, una de les escoles més antigues del Caire. Després de completar la seva educació primària, es va incorporar a l'escola el Banat El-Ashraf, que havia estat construïda i era dirigida pel famós polític i activista Nabawya Moussa.
Malgrat el fet que Sameera Moussa va aconseguir notes altes en la seva educació secundària, i podria haver accedit als estudis d'enginyeria, va insistir a ingressar a la Facultat de Ciències de la Universitat del Caire. El 1939, Moussa va obtenir un BSc en radiologia amb els primers honors de la classe després d'investigar els efectes de radiació de raigs X en diversos materials. El Dr. Moustafa Mousharafa, el primer degà de la facultat, va creure prou en la seva estudiant per ajudar-la a esdevenir professora lectora a la facultat. Després va ser la primera professora ajudant a la mateixa facultat i la primera dona en obtenir un lloc a la universitat, sent la primera en obtenir un doctorat en radiació atòmica.

## Recerca nuclear
Moussa creia en "Àtoms per la Pau" i va dir "faré el tractament nuclear tan disponible i tan barat com si fos una aspirina". Va treballar intensament per aquest propòsit i a través de la seva intensiva recerca, va formular una històrica equació que ajudaria trencar els àtoms de metalls barats com el coure, aplanant en camí per una bomba nuclear barata.
Va organitzar la Conferència de l'Energia Atòmica per la Pau i va promoure una crida per establir una conferència internacional sota el lema "Àtoms per la Pau", on molts dels científics prominents del moment hi van ser convidats. La conferència va fer un seguit de recomanacions per establir un comitè per protegir contra els perills nuclears que ella va defensar amb intensitat. Moussa També es va oferir voluntària per ajudar a tractar pacients de càncer a diversos hospitals especialment des que la seva mare passés per una forta batalla contra aquesta malaltia.

## Visita als Estats Units
Moussa Va rebre una beca del Fulbright Atomic Program per tal de posar-se al dia sobre els equipaments de recerca moderns a la Universitat de Califòrnia. En reconeixement de la seva pionera recerca nuclear se li va donar permís per visitar les instal·lacions atòmiques secretes dels Estats Units. La visita va aixecar un encès debat als cercles acadèmics i científics dels Estats Units, ja que Moussa era la primera persona estrangera en visitar aquest tipus d'instal·lacions.
Va rebutjar diverses ofertes que li requerien viure als Estats Units així com la ciutadania americana dient "Egipte, la meva pàtria estimada, m'està esperant".

## Mort
El 5 agost 1952 després de la seva primera visita a Amèrica tenia la intenció de tornar a casa, però va ser convidada a un viatge. En el camí, el cotxe en que viatjava va caure des d'una alçada d'uns 12 m que la va matar immediatament. L'accident va ser molt estrany, ja que la invitació a Califòrnia es va demostrar més endavant que era falsa i a més el conductor del cotxe va saltar des del cotxe just abans que es precipités i després ja no se'n va saber res més. Tot això va fer que algunes persones creguessin que va ser un assassinat planificat i que el Mossad israelià hi estava darrere.

## Premis i honors
En reconeixement dels seus esforços, se li van concedir molts premis. Entre ells:
- 1953, honorada per l'Exèrcit egipci.
- 1981, atorgada l'Ordre de Primera Classe en Ciència i Arts, pel llavors-President Anwar Sadat.
- Un laboratori a la Facultat de Ciències i una escola del seu poble porten el seu nom.
- La televisió egípcia va transmetre la sèrie titulada L'Immortal dramatitzant la seva biografia.
- El 1998, mentre se celebrava el Dia de Dona egipcia, es va decidir establir una jornada cultural en el seu lloc de naixement que porta el seu nom.